# Paul Konitzer (Mediziner)
Paul Ignatz Konitzer (* 1. Februar 1894 in Preußisch-Friedland; † 22. April 1947 in Dresden) war ein deutscher Hygieniker, Sozialmediziner und Gesundheitspolitiker. Von August 1945 bis Anfang 1947 fungierte er in der Sowjetischen Besatzungszone als Präsident der Deutschen Zentralverwaltung für das Gesundheitswesen. Er wurde Ende Februar 1947 auf der Basis von Anschuldigungen bezüglich der Behandlung sowjetischer Kriegsgefangener im Kriegsgefangenenlager Zeithain verhaftet und nahm sich nach Angaben der Militärhauptstaatsanwaltschaft der Russischen Föderation rund acht Wochen später in der Untersuchungshaft das Leben.

## Leben
Paul Konitzer wurde 1894 als einziger Sohn unter drei Kindern eines selbstständigen Zimmermanns in Preußisch-Friedland geboren. Er absolvierte die Volksschule und das Progymnasium in seiner Heimatstadt sowie anschließend das Gymnasium in Preußisch Stargard und Culm, das er 1913 abschloss. Zunächst begann er ein Studium der Rechtswissenschaften, das er jedoch infolge des Beginns des Ersten Weltkrieges abbrach. Von August 1914 bis Februar 1919 leistete er Militärdienst, im Mai 1915 wurde er zum Sanitäts-Unteroffizier und im März 1916 zum Sanitäts-Feldwebel befördert. Noch während des Krieges wurde er zum Medizinstudium nach Berlin und Greifswald abkommandiert, zum Kriegsende hatte er den Rang eines Feldunterarztes inne. Nach Beendigung seines Studiums erhielt er im April 1920 die Approbation. Im gleichen Jahr promovierte er an der Universität Greifswald bei Ernst Friedberger, der sein Interesse für Fragestellungen der Hygiene, der Sozialmedizin und der Epidemiologie prägte, mit einer Arbeit zur serologischen Diagnostik der Syphilis. Am Greifswalder Hygieneinstitut lernte er auch seine dort als Laborassistentin tätige Frau Marie, geb. Leidecker, kennen, mit der er einen Sohn und zwei Töchter hatte. Zwei seiner Kinder wurden später ebenfalls Ärzte.
Ab Januar 1921 war Paul Konitzer als Stadtarzt und Bezirksfürsorgearzt in Stollberg im Erzgebirge tätig, bereits im August des gleichen Jahres wechselte er als Stadtrat und Stadt-Medizinalrat nach Hörde bei Dortmund. Im Januar 1926 wurde er zum Stadtrat und Stadt-Medizinalrat nach Magdeburg berufen, wo er 1928 Mitglied der Sozialdemokratischen Partei Deutschlands (SPD) wurde. Aufgrund seiner vielfältigen und erfolgreichen Aktivitäten, so als Mitglied des Gesundheitsausschusses und des Gutachterausschusses für das öffentliche Krankenhauswesen sowie als Referent für die Verwaltungsreform des Gesundheitswesens des Deutschen Städtetages, zählte er in den letzten Jahren der Weimarer Republik zu den kommunalpolitischen Honoratioren der Stadt Magdeburg. In seine Amtszeit fielen unter anderem die Anstellung von Schul- und Fürsorgeärzten sowie Schulzahnärzten sowie eine Modernisierung der Magdeburger Krankenhäuser. Nach der Machtergreifung durch die Nationalsozialisten wurde er 1933 seiner Ämter und Funktionen enthoben und kurzzeitig inhaftiert. Er ließ sich anschließend als praktischer Arzt in eigener Praxis in Dresden-Blasewitz nieder. Mit Beginn des Zweiten Weltkrieges wurde er zur Wehrmacht als Sanitätsoffizier der Reserve eingezogen. Nach einem kurzen Einsatz an der Westfront wurde er beratender Hygienearzt des Wehrkreises IV mit Sitz in Dresden. Dadurch oblag ihm unter anderem die Aufgabe, Hygiene-Inspektionen in Kriegsgefangenenlagern durchzuführen, so auch im Stammlager Zeithain (Stalag IV-H), das zwischen 1942 und 1944 von einer schweren Typhusepidemie betroffen war. 1944 wurde er aufgrund seines Wirkens als SPD-Stadtrat in der Weimarer Republik als Wehrkreis-Hygieniker wieder abberufen, bis zum Ende des Krieges war er als Militärarzt in der Sanitäts-Abteilung in Leipzig tätig.
Paul Konitzer geriet wahrscheinlich nicht in Kriegsgefangenschaft und kehrte mit seiner Familie, die zwischenzeitlich nach Waldenburg bei Glauchau evakuiert worden war, nach dem Ende des Krieges nach Dresden zurück. Noch 1945 wurde er erneut Mitglied der SPD, ab 1946 gehörte er der Sozialistischen Einheitspartei Deutschlands (SED) an. Von Juli bis August 1945 fungierte er als für das Gesundheitswesen verantwortlicher Staatssekretär in der Landesverwaltung Sachsen. In dieser Funktion erließ er am 18. Juli 1945 eine Ungültigkeitserklärung für „alle Gesetze des Hitlerreiches“, die das Gesundheitswesen betrafen, darunter das Gesetz zur Verhütung erbkranken Nachwuchses, das Ehegesundheitsgesetz und die Nürnberger Gesetze. Am 24. August 1945 wurde er Präsident der Deutschen Zentralverwaltung für das Gesundheitswesen (DZVG), eine mit dem Amt eines Gesundheitsministers vergleichbare Position in der Sowjetischen Besatzungszone (SBZ). Die Ernennung erfolgte dabei aufgrund eines Vorschlags von Otto Grotewohl, von 1949 bis 1964 erster Ministerpräsident der Deutschen Demokratischen Republik (DDR), mit dem er aus seiner Magdeburger Zeit bekannt war. Seine wichtigsten Aufgaben als Leiter der DZVG waren der Wiederaufbau eines funktionierenden Gesundheitswesens in der SBZ, die Verhinderung von Epidemien, die Organisation der gesundheitlichen Betreuung der rund 4,3 Millionen Flüchtlinge und Umsiedler in der SBZ sowie die Reformierung des Studien- und Ausbildungsbetriebes in den medizinischen Berufen.
Am 18. Februar 1947 wurde er während einer Dienstfahrt nach Berlin-Buch laut Zeitungsmeldungen „für Verbrechen im Zusammenhang mit dem Massensterben sowjetischer Kriegsgefangener im Lager Zeithain“ vom NKWD verhaftet und galt seitdem als verschollen. Nach Auskunft der Militärhauptstaatsanwaltschaft der Russischen Föderation vom 25. Februar 2000 auf Anfrage des Sohns von Paul Konitzer nahm er sich am 22. April 1947 in Untersuchungshaft in Dresden das Leben, das Ermittlungsverfahren gegen ihn auf der Basis von Artikel 2 des Kontrollratsgesetzes Nr. 10 wurde infolgedessen am 4. Mai 1947 eingestellt. In dem 1982 im Ullstein-Verlag erschienenen Buch Der Kälteste Krieg. Professor Frucht und das Kampfstoffgeheimnis der DDR von Clive Freeman findet sich davon abweichend die Angabe, dass er in einer Kiesgrube in Biesdorf, einem Vorort von Berlin, standrechtlich erschossen wurde. Diese Version wurde von Karl Linser berichtet, der Nachfolger von Paul Konitzer als Präsident der DZVG wurde, nachdem er zuvor im April 1947 Ordinarius für Dermatologie an der Universität Leipzig geworden war.

## Werke (Auswahl)
- Das Gesundheitswesen der Stadt Magdeburg nebst Sonderbeiträgen. Düsseldorf 1928.
- Volksgesundheit statt Rassenwahn. Berlin 1946.